# Libor Kotačka
Libor Kotačka (* 11. dubna 1973 Velké Meziříčí), je český fyzikální inženýr, který se věnuje optickým technologiím a hologramům. V roce 2008 představil řešitelský kolektiv, jehož byl vedoucím, technologii třírozměrného hologramu, jenž slouží k ochraně bankovek a cenin. Obraz vytvořený touto technologií sice vizuálně vypadá plasticky, ovšem ve skutečnosti plastický vůbec není. Při tvorbě těchto prvků se užívá elektronové litografie. Třírozměrný hologram se objevil například na dálničních známkách pro rok 2009 užívaných tehdy v České republice. Zájem o technologii byl ovšem i v zahraničí a řešitelský tým navíc za objev získal ocenění Česká hlava za rok 2008.